# Шортанов, Аскерби Тахирович
Шортанов, Аскерби Тахирович (кабард.-черк. Шортэн ТӀэхьир и къуэ Аскэрбий; 3 (16) октября 1916 год — 22 декабря 1985) — кабардинский писатель. Заслуженный деятель искусств РСФСР.

## Биография
Аскерби Шортанов родился в 1916 году в селе Анузоровка (ныне в Лескенском районе Кабардино-Балкарии) в крестьянской семье. В 1934—1936 годах учился в ГИТИСе. Участвовал в Великой Отечественной войне.
Первые произведения Шортанова были опубликованы в 1939 году. Среди его произведений выделяются роман «Горцы» («Бгырысхэр», 1954) о кабардинско-русских отношениях в XIX веке; роман-хроника о Гражданской войне «Къалмыкъ БетӀал» (1968, в русском переводе — «Всегда в седле»); пьесы «Аул Батыр» («Батыр къуажэ», 1939) и «Когда загорается свет» («Нэхур къыщышӀэнэм», 1947) о жизни колхозников; пьеса «Навечно» о присоединении Кабарды к России; пьеса «Посланец партии» («Партым и лӀыкӀуэ» 1961). Также Шортанов занимался сбором и публикацией фольклора.

## Семья
Данитка Шортанова — жена, заслуженная артистка Кабардино-Балкарской АССР.
Шортанова Алла Аскербиевна (род. 28 февраля 1950) — дочь, балетмейстер, педагог.